# Brownsburg
Brownsburg è una città degli Stati Uniti d'America, situata nello Stato dell'Indiana e in particolare nella Contea di Hendricks.